# Abu l-Miszk Káfúr
Abu l-Miszk Káfúr al-Ihsídi (arab betűkkel أبو المسك كافور الإخشيدي [Abū l-Misk Kāfūr al-Iḫšīdī]; 905-910 k. – Fusztát, 968 áprilisa) fekete-afrikai eunuch rabszolgából lett egyiptomi fejedelem. Az ihsídida dinasztiát alapító Muhammad ibn Tugdzs oldalán emelkedett fel, majd halálát követően ő gyakorolta a tényleges hatalmat két gyermeke helyett. 966-ban, a második Ihsíd-fi halála után hivatalosan is átvette a hatalmat az Egyiptomot, Palesztinát, a Hidzsázt és Szíria déli részét magába foglaló birodalomban.

## Felemelkedése
Származásáról és ifjúságáról semmit sem tudunk, születési idejét is csak közelítőleg tudjuk megállapítani. A fényes fekete bőrű Káfúr eunuch rabszolgaként került Egyiptomba, ahol 935-től kezdve Muhammad ibn Tugdzs alakított ki önálló fejedelemséget. A kasztrált fekete neve két, általa kedvelt és gyakran használt illatszerre, a kámforra (káfúr) és a mósuszra (miszk) utal. Nem tudjuk pontosan, hogy mikor vásárolta meg Ibn Tugdzs az egyébként közmondásosan csúf rabszolgát, akinek rövidesen felfigyelt éles elméjére és szolgálatkészségére. Ennek köszönhetően a felszabadított Káfúr a fejedelem fiainak nevelője és magas rangú hadvezér lett ura udvarában. Több diplomáciai küldetésen is részt vett ura megbízásából. 945 elején őt és vetélytársát, Fátikot küldték az Észak-Szíriát meghódító hamdánida Szajf ad-daula ellen, de Homsz és Aleppó között, Rasztan városa mellett súlyos vereséget szenvedtek az orontészi átkelőnél, így dél felé menekültek, ellenfelük pedig bevette Damaszkuszt. A hírre maga Ihsíd indult meg ellene, és le is győzte az ellenfelét. Ihsíd a háború végeztével 946 júliusában hunyt el Damaszkuszban.

## Egyiptom élén

### Uralkodás a háttérből és nyilvánosan
Káfúr azonnal hazaindult a seregek élén, útközben eltemettette az őt gyermekei gondviselőjévé kinevező gazdáját Jeruzsálemben, majd biztosította Egyiptomban Ihsíd még kiskorú fia, Únúdzsúr öröklését. Szajf ad-daulával ismét háború tört ki, amiben főszerepet vállalt: 947 nyarán bevonult Aleppóba, azonban az alsó-egyiptomi Asmúnajn kormányzója, Galbún lázadása miatt hadai zömével kénytelen volt visszatérni a Nílus völgyébe. Ősszel sikerül véglegesen rendezni az északi határ kérdését: ahogy korábban ura, úgy most Káfúr is lemondott az észak-szíriai és határvidéki térségről.
946 és 961 között Únúdzsúr, majd fivére, Ali helyett is ő birtokolta a tényleges hatalmat. 966-ban, utóbbi halálát követően nem ennek kiskorú fiát, Ahmadot tette trónra, hanem a saját nevére mondatott szentbeszédet (hutba) és veretett pénzt. Lépését al-Mutí kalifa is törvényesítette azzal, hogy hivatalos kinevezést küldött neki Bagdadból – igaz, származására és eunuch voltára való tekintettel nem a szokásos emíri címmel ruházta fel, hanem a perzsa eredetű usztádz („mester”) titulussal.

### Az erős hatalom megőrzése
Uralkodása nem volt szerencsésnek mondható: földrengés pusztított Egyiptomban, tűzvészben leégett a főváros nagy része, beduinok fosztogatták a nyugati oázisokat, délről két núbiai betörésről is tudunk, eközben a 960-as években a Perzsa-öböl vidékén élő karmatik ismét fenyegetni kezdték a szíriai, palesztinai vidéket, amivel hatalmas pénzösszeget tudtak kicsikarni a fusztáti kormányzattól. Ráadásul a keleti hódítást tervezgető Fátimidák egyre nyíltabb propagandát folytattak az éhínségektől is meggyötört tartományban (az utolsó éhínség különösen hosszan tombolt 963-968 között). Káfúr mindezek ellenére mégis stabil, erős államhatalmat tudott fenntartani a gazdája és saját maga által felállított hadseregre (ihsídijja és káfúrijja) támaszkodva – a fátimidia misszionárius, az egyébként Káfúr tudtával tevékenykedő Ibn Zaulák ki is jelentette, hogy a „fekete kő” haláláig fel sem merülhet a hódítás gondolata.
Külpolitikájában az Ihsíd által kijelölt vonalat követte: a legfőbb fenyegetést jelentő Fátimidák ellen folyamatos készültségben állva békére törekedett a birodalom egyéb részein (ezért mondott le ő is Észak-Szíriáról, illetve vállalta hatalmas sarc fizetését a karmatiknak). Vallásos érzülettől áthatva a flottáját bevetette a muszlim határvidéket támadó bizánciak ellen, de túl későn, és már nem ért el eredményt, mert Kilikia elesett 965-ben. A kudarc nyomán felerősödtek a kereszténységen belüli és a muszlimok és keresztények közti feszültségek. (966-ban például Jeruzsálemben meglincselték VII. János pátriárkát, miután kiderült, hogy a Szentföld felszabadítására buzdította II. Niképhorosz császárt.)
Káfúr potenciális belső riválisait is le tudta szerelni: Fátikot például nagy adománnyal (iktá) látta el Fajjúmban, távol a fővárostól. A rendkívül nehéz ellátási és politikai helyzetben az igen tehetséges, bagdadi zsidó származású adminisztrátorra, Ibn Killiszre támaszkodva meg tudta őrizni a kincstár stabilitását. Ibn Killisz, aki az öntözési rendszerek és a tartományi adójövedelmek széles körű ismeretével hívta fel magára a figyelmet, idővel olyan erősnek érezte a pozícióját, hogy vezíri kinevezés reményében áttért az iszlámra. Kinevezésére azonban Káfúr rövidesen bekövetkező halála miatt nem került sor.
A hatvan-egynéhány éves korában elhunyt Káfúrt Jeruzsálemben temették el. Halálával összeomlott az ihsídida kormányzat, és a trónt megszerző Ahmad ibn Ali ibn al-Ihsíd uralmát néhány hónapon belül felszámolták a Fátimidák.

## Emlékezete
A források egyöntetűen tehetséges és mélyen vallásos – igaz, kissé babonás – uralkodóként mutatják be Káfúrt, aki idejét előszeretettel múlatta vallástudósok (ulema) társaságában. Gazdájával ellentétben azzal is beírta nevét a történelembe, hogy nagy építkezéseket vitt végbe (igaz, palotáiból és mecseteiből mára semmi sem maradt), és hatalmas vagyonát irodalompártolásra is felhasználta. A 950-es évek végén befogadta a kiváló költőt, al-Mutanabbit, aki őt és riválisát, Fátikot is dicsőítette. Fátik 960-ban bekövetkezett halálát követően fokozatosan megromlott a költő és a fekete hadúr viszonya (Káfúr állítólag korábbi ígérete ellenére nem volt hajlandó kinevezni panegyristáját kormányzóvá), így Mutanabbi 962-ben titokban elszökött Egyiptomból, és egy maró gúnyverset hagyott hátra urának. Ebben különösen csúf, torz külsejét és kellemetlen testszagát emlegette.